# Банковская система Кувейта
Банковская система Кувейта — система кредитно-финансовых учреждений государства Кувейт, состоящая из Центрального банка Кувейта, обычных коммерческих, специализированных и исламских банков Кувейта, а также отделений (филиалов) иностранных банков. Правовой основой банковской системы Кувейта является Закон № 32 от 1968 г. в редакции Законов № 30 от 2003 г. и № 28 от 27.01.2004 г.

## Коммерческие банки Кувейта
Сведения о кувейтских коммерческих банках содержатся в Реестре коммерческих банков ЦБ Кувейта. По состоянию на конец 2006 г. в Кувейте было 7 обычных коммерческих банков, все они принадлежали либо полностью подданным Кувейта, либо кувейтцам совместно с резидентами других ближневосточных государств. В 2010 году, по словам Управляющего ЦБ Кувейта шейха Салема Абдул–Азиза ас–Сабаха (в интервью арабскому журналу al-Seyassah), в Кувейте было уже только 5 обычных коммерческих банков и 5 исламских банков:
- Национальный банк Кувейта (National Bank of Kuwait) — основан в 1952 г., первый национальный банк на Ближнем Востоке, в 2010 г. занял 38-е место в рейтинге самых надёжных банков мира по версии журнала «Global Finance»;
- Галф Банк (Gulf Bank) — второй по значению коммерческий банк Кувейта, основан в 1960 г., активы более 30 млрд.$; банк более других пострадал от кризиса, начавшегося в 2008 г. (по итогам 2008 г. чистые убытки банка составили 359,5 млн. кувейтских динаров (1,24 млрд.$));
- Коммерческий банк Кувейта (Commercial Bank of Kuwait) — основан 19 июня 1960 года;
- Бурган Банк (Burgan Bank) — основан в 1976 г., самый молодой и динамично развивающийся банк Кувейта, входит в холдинг Kuwait Projects Company (KIPCO);
- Банк Бахрейна и Кувейта (Bank of Bahrain and Kuwait, BBK) — создан 16 марта 1971 г. в соответствии с указом эмира Бахрейна, капитал  303900000 бахрейнских динаров (806 млн.$) (2012 г.).

Бывшие ранее обычными коммерческими банками Аль-Ахли банк Кувейта (Al-Ahli Bank of Kuwait KSC) и Банк Кувейта и Ближнего Востока (Bank of Kuwait and The Middle East, BKME) к 2010 г. в результате слияния вошли в состав нового исламского банка Аль-Ахли Юнайтед банк (Кувейт) (Al-Ahli United Bank), вошедшего в банковскую группу Аль-Ахли Юнайтед банк.

## Специализированные банки Кувейта
- Промышленный банк Кувейта (Industrial Bank of Kuwait) —  финансирует проекты в области промышленности и сельского хозяйства;
- Кредитно-сберегательный банк (Credit and Savings Bank) — принадлежит правительству эмирата, предоставляет ссуды физическим лицам, прежде всего, на приобретение жилья.

## Исламские банки Кувейта
Исламские банки Кувейта действуют на основании ст. 3 Закон № 32 от 1968 г. в редакции Закона № 30 от 2003 г. Сведения о них вносятся в Реестр исламских банков Центрального банка Кувейта. По состоянию на 2010 год было 5 кувейтских банков, осуществляющих свой бизнес согласно принципам шариата (исламского банкинга):
- Кувейтский Финансовый Дом (Kuwait Finance House – KFH) — крупнейший исламский банк Кувейта, основан в 1977 году, первый исламским банк в Кувейте;
- Аль-Ахли Юнайтед банк (Кувейт) (Al-Ahli United Bank) — старейший банк Кувейта, основан в 1941 г., до 2010 г. был обычным коммерческим банком и назывался Банк Кувейта и Ближнего Востока (Bank of Kuwait and The Middle East, BKME), решение о трансформации в исламский банк было принято акционерами в 2008 г.; входит в бахрейнскую банковскую группу Аль-Ахли Юнайтед банк;
- Кувейтский банк недвижимости (Kuwait Real Estate Bank) — специализированный банк, финансирующий проекты в области строительства, создан в 1973 г., преобразован в исламский банк в 2004 г.;
- Бубьян Банк (Boubyan Bank) — в 2004 г. внесён в Реестр исламских банков Центрального банка Кувейта;
- Уарба Банк (Warba Bank) — создан в 2010 г. в соответствии с Указом эмира и зарегистрирован в Реестре исламских банков Центрального банка Кувейта 5 апреля 2010 года.

## Отделения иностранных банков
Деятельность иностранных банков на территории Кувейта была разрешена Законом № 28 от 27.01.2004 г., которым были внесены соответствующие изменения в Закон № 32 от 1968 г. В 2005 г. Центральный банк Кувейта выдал разрешение на открытие отделений и внес соответствующие сведения в Реестре коммерческих банков ЦБ Кувейта о следующих иностранных банках:
- Национальный банк Абу-Даби (National Bank of Abu Dhabi)
- HSBC Ближний Восток (HSBC Middle East)
- BNP Paribas
- Ситибанк (Citibank)